# 布里地区圣旺
布里地区圣旺（法語：Saint-Ouen-en-Brie，法語發音：[sɛ̃.t‿wɛ̃ ɑ̃ bʁi] ⓘ）是法国法蘭西島大區塞纳-马恩省的一个市镇，属于普罗万区。 

## 地理
布里地区圣旺（48°33'28"N, 2°55'5"E）面积5.69 平方千米，位于法国法蘭西島大區塞纳-马恩省，该省份为法国北部内陆省份，北起瓦兹省，西接埃松省、马恩河谷省、塞纳-圣但尼省和瓦兹河谷省，南至卢瓦雷省，东南接约讷省，东临马恩省和奥布省，东北接埃纳省。
与布里地区圣旺接壤的市镇（或旧市镇、城区）包括：邦邦、拉沙佩勒戈捷、丰特纳耶、格朗皮-巴伊-卡鲁瓦、莫尔芒。

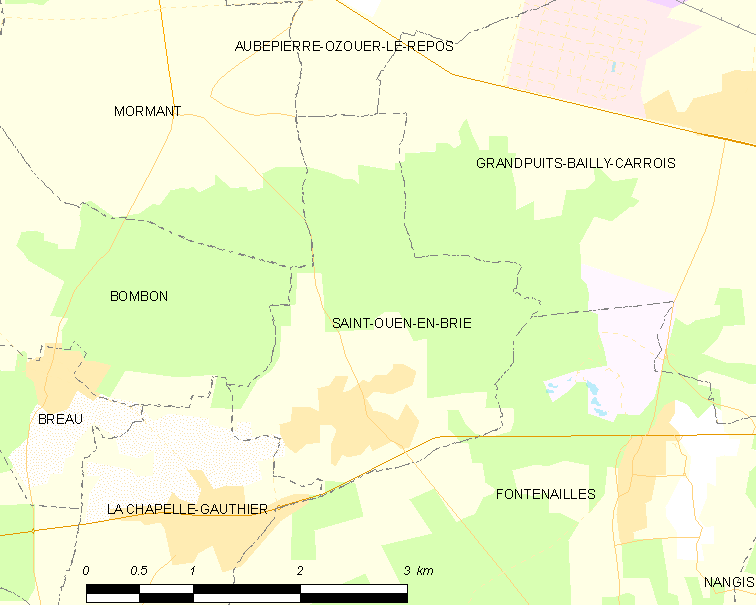
布里地区圣旺的OSM定位图

布里地区圣旺的时区为UTC+01:00、UTC+02:00（夏令时）。

## 行政
布里地区圣旺的邮政编码为77720，INSEE市镇编码为77428。

## 政治
布里地区圣旺所属的省级选区为楠日县。

## 人口

1962-2008年间布里地区圣旺人口变化图示

布里地区圣旺于2022年1月1日时的人口数量为833人。